# Richard Deacon (acteur)
Pour les articles homonymes, voir Deacon et Richard Deacon.
Richard Deacon, né le 14 mai 1921 à Philadelphie, en Pennsylvanie, et mort le 8 août 1984 à Los Angeles, en Californie (États-Unis) est un acteur américain.

## Filmographie
- 1953 : Les Envahisseurs de la planète rouge (Invaders from Mars) : Un policier militaire
- 1954 : Des monstres attaquent la ville (Them!) : Reporter chauve à la conférence de presse de Los Angeles
- 1954 : Le Bouclier du crime (Shield for Murder) : Le professeur
- 1954 : Sur la trace du crime (Rogue Cop) : Stacey
- 1954 : Desirée : Étienne Clary
- 1954 : Cry Vengeance (en) : 'Shiny' Sam, barman
- 1955 : Le Prince des acteurs (Prince of Players) : Gérant du théâtre
- 1955 : Graine de violence (Blackboard Jungle) : Mr. Stanley, Teacher in lounge
- 1955 : Les Survivants de l'infini (This Island Earth) : Pilote
- 1955 : Deux Nigauds et la momie (Abbott and Costello Meet the Mummy) de Charles Lamont : Semu
- 1955 : Lay That Rifle Down (en) : Glover Speckleton
- 1955 : Ma sœur est du tonnerre : Baker's receptionist
- 1955 : Bonjour Miss Dove : M. Spivey
- 1956 : L'Invasion des profanateurs de sépultures (Invasion of the Body Snatchers) : Dr Harvey Bassett
- 1956 : Carrousel : Timmany, premier policier
- 1956 : Le tueur aux aguets (en) (When Gangland Strikes) de R. G. Springsteen : Dixon Brackett, procureur
- 1956 : L'Ardente Gitane (Hot Blood) : M. Swift
- 1956 : Énigme policière (The Scarlet Hour) de Michael Curtiz : Joaillier
- 1956 : The Kettles in the Ozarks : Big Trout
- 1956 : Le Shérif (The Proud Ones) : Barber / Undertaker
- 1956 : The Charles Farrell Show (série télévisée) : Sherman Hull
- 1956 : Francis in the Haunted House (en) : Jason
- 1956 : Une Cadillac en or massif : Williams
- 1956 : Les Grands de ce monde (The Power and the Prize) : Howard Carruthers
- 1957 : Affair in Reno (en) : H.L. Denham, attorney
- 1957 : Spring Reunion (en) de Robert Pirosh : Sidney
- 1957 : L'Odyssée de Charles Lindbergh (The Spirit of St. Louis) : Charles Levine, Président de la Columbia Aircraft Co.
- 1957 : La Femme modèle (Designing Woman) : Larry Musso
- 1957 : My Man Godfrey : Farnsworth
- 1957 : Le vengeur agit au crépuscule (Decision at Sundown), de Budd Boetticher : Révérend Zaron, Justice de la Paix
- 1957 : Embrasse-la pour moi : Bill Hotchkiss
- 1957 : Date with the Angels (série télévisée) : Roger Finley
- 1958 : Walt Disney Presents: Annette (série télévisée) : Oncle Archie McCloud
- 1958 : L'amour coûte cher (The High Cost of Loving) de José Ferrer : Obstétricien
- 1958 : La Dernière Fanfare (The Last Hurrah) de John Ford : Graves, secrétaire du club
- 1958 : Comment dévaliser une bonne petite banque (en) (A Nice Little Bank That Should Be Robbed) : M. Schroeder
- 1959 : The Remarkable Mr. Pennypacker (en) : Shérif
- 1959 : Ce monde à part (The Young Philadelphians) : George Archibald
- 1959 : Tout commença par un baiser (It Started with a Kiss) de George Marshall : Capitaine Porter
- 1959 : Ils n'ont que vingt ans (A Summer Place) : Pawnbroker
- 1959 : -30- : Chapman
- 1960 : Procès de singe (Inherit the Wind) : Juror or court gallery
- 1960 : Le Grand Sam (North to Alaska) : Angus, hotel desk clerk
- 1961 : Il a suffi d'une nuit (All in a Night's Work) : Vendeur de fourrure
- 1961 : Everything's Ducky de Don Taylor : Dr Deckham
- 1961 : Un pyjama pour deux (Lover Come Back) de Delbert Mann : Dr Melnick
- 1962 : About Time (TV) : Le maître d'hôtel
- 1962 : Un soupçon de vison (That Touch of Mink) : M. Miller
- 1963 : Les Oiseaux (The Birds) : Voisin de Mitch
- 1963 : Ma femme est sans critique (Critic's Choice) de Don Weis : Harvey Rittenhouse
- 1963 : Le Plus Sauvage d'entre tous (Hud) de Martin Ritt : Pharmacien au restaurant
- 1963 : Un chef de rayon explosif (Who's Minding the Store?) : Vendeur de cravates
- 1963 : Les Téméraires (en) (The Raiders) de Herschel Daugherty  : Commissioner Mailer
- 1964 : Jerry souffre-douleur (The Patsy) de Jerry Lewis : Sy Devore
- 1964 : Dear Heart : M. Cruikshank
- 1964 : La Quatrième Dimension (The Twilight Zone) (Série TV) : épisode Automatisation (The Brain Center at Whipple's) de Richard Donner (saison 5, épisode 33) : Wallace Whipple
- 1965 : L'Encombrant Monsieur John : Charles Maginot
- 1965 : Billie (en) : Principal Arnold Wilson
- 1965 : L'Espion aux pattes de velours (That Darn Cat!) : Gérant du drive-in
- 1966 : Don't Worry, We'll Think of a Title : Chef de la police
- 1966 : Lieutenant Robinson Crusoé (Lt. Robin Crusoe, U.S.N.) : Narrateur du manuel de survie
- 1967 : La Gnome-mobile (The Gnome-Mobile) : Ralph Yarby
- 1967 : Le Pirate du roi (The King's Pirate) : Swaine
- 1967 : Enter Laughing (en) : Pike
- 1967 : The Pruitts of Southampton (The Pruitts of Southampton) (série télévisée) : M. Baldwin
- 1968 : Le Fantôme de Barbe-Noire (Blackbeard's Ghost) : Dean Wheaton
- 1968 : The One and Only, Genuine, Original Family Band : Charlie Wrenn
- 1968 : La Femme en ciment (Lady in Cement) : Arnie Sherwin
- 1968 : The Mothers-In-Law (série télévisée) : Roger Buell
- 1969 : Arsenic and Old Lace (TV) : M. Witherspoon
- 1970 : Persecución hasta Valencia : Records clerk
- 1972 : Honeymoon Suite (série télévisée) : Gérant d'hôtel
- 1975 : The Man from Clover Grove : Charlie Strange
- 1975 : Revenge of the Fists of Fury : Rick Knight
- 1978 : Rabbit Test : Newscaster
- 1978 : Getting Married (en) (TV) : Wedding Director
- 1978 : Piranhas (Piranha) : Earl Lyon
- 1979 : The Gossip Columnist (TV) : Director
- 1979 : B.J. and the Bear (série télévisée) : Sheriff Masters
- 1980 : Steve Martin: Comedy Is Not Pretty (TV) : King of Cey What
- 1980 : Murder Can Hurt You (TV) : M. Burnice
- 1980 : The Happy Hooker Goes Hollywood (en) d'Alan Roberts : Joseph
- 1982 : The Awakening of Cassie
- 1983 : Still the Beaver (TV) : Fred Rutherford
- 1984 : The Hoboken Chicken Emergency (TV)
- 1984 : Quoi de neuf docteur ? : Vendeur de tickets
- 1987 : No Man's Valley : Nobody Panda (voix)